# Smyer (Teksas)
Smyer je gradić u američkoj saveznoj državi Teksas. Prema popisu stanovništva iz 2010. u njemu je živjelo 474 stanovnika.